# Titularbistum Coropissus
Coropissus (ital.: Coropisso) ist ein Titularbistum der römisch-katholischen Kirche.
Es geht zurück auf einen untergegangenen Bischofssitz in der antiken Stadt Koropissos, die in der Landschaft Isaurien im südlichen Kleinasien lag, vermutlich an der Stelle des heutigen Dağ Pazarı. Der Bischofssitz war der Kirchenprovinz Seleucia in Isauria zugeordnet. 
| Titularbischöfe von Coropissus |                                         |                                              |                   |                    |
| Nr.                            | Name                                    | Amt                                          | von               | bis                |
| 1                              | Léon-Adolphe Messmer OFMCap             | Apostolischer Vikar von Ambanja (Madagaskar) | 8. März 1951      | 14. September 1955 |
| 2                              | Argimiro Álvaro García Rodríguez OFMCap | Apostolischer Vikar von Tucupita (Venezuela) | 19. Dezember 1955 | 16. Dezember 1991  |